# Psihodelija
Psihodelija je termin nastao od grčkih reči psihe (ψυχή - duša) i delos (δήλος - pojavno). Pojam je prvi upotrebio američki psihijatar Hamfri Ozmond da bi objasnio uticaj halucinogenih droga na svest kroz kognitivna i estetska iskustva. Po njemu, reč psihodelija označava „manifestaciju duha“ koja je „čista, milozvučna i nezagađena drugim asocijacijama“. Timoti Liri, autor knjige Psihodelično iskustvo, jedan je od najzaslužnijih za popularizaciju ovog termina.
Psihodelično iskustvo, koje nastaje usled unošenja halucinogena, odvija se u talasima i može da traje desetak časova. Tokom prve polovine "putovanja" dolazi do perceptualnih promena, sinestetičkih doživljaja, oniričkih vizija. Vrhunac je "kosmičko iskustvo", osećanje celovitosti i gubljenja osećanja sebe. U lošem "tripu" dolazi do paranoidnih i psihotičnih reakcija.
1960-ih godina, za vreme hipi pokreta, korišćenje psihodeličnih droga je postalo prilično rasprostranjeno. Najčešće upotrebljavane psihodelične droge su bile LSD, meskalin, psilocibin, STP i DMT. U ovo vreme je nastao i psihodelični rok, vrsta rok muzike koja pokušava da dočarava iskustvo izmenjene svesti, izazvano psihodeličnim drogama, pogotovo LSD-om.

## Spoljašnje veze
- Psihodelična umetnost
- Psihodelična iskustva[мртва веза]
- Psihodelične knjige
- Psihodelični jezik